# Suchonice
Suchonice (en allemand : Suchonitz) est une commune du district et de la région d'Olomouc, en République tchèque. Sa population s'élevait à 172 habitants en 2023.

## Géographie
Suchonice se trouve à 9,5 km au nord-ouest de Přerov, à 12 km au sud-est d'Olomouc, à 67 km au nord-est de Brno et à 221 km à l'est-sud-est de Prague.
La commune est limitée par Tršice au nord et à l'est, par Nelešovice au sud-est et au sud, par Kokory au sud, et par Čelechovice et Velký Týnec à l'ouest.

## Histoire
La première mention écrite de la localité date de 1303.

## Transports
Par la route, Suchonice se trouve à 12 km de Přerov, à 15,5 km d'Olomouc, à 83 km de Brno et à 277 km de Prague.